# 12891 Kassandraholt
12891 Kassandraholt è un asteroide della fascia principale. Scoperto nel 1998, presenta un'orbita caratterizzata da un semiasse maggiore pari a 2,7938758 au e da un'eccentricità di 0,1107833, inclinata di 3,64465° rispetto all'eclittica.